# Gateway (Floryda)
Gateway – jednostka osadnicza w Stanach Zjednoczonych, w stanie Floryda, w hrabstwie Lee.